# Кравиньюс
Кравиньюс (порт. Cravinhos) — муниципалитет в Бразилии, входит в штат Сан-Паулу. Составная часть мезорегиона Рибейран-Прету. Входит в экономико-статистический микрорегион Рибейран-Прету. Население составляет 32 735 человек на 2006 год. Занимает площадь 311,341 км². Плотность населения — 105,1 чел./км².

## Статистика
- Валовой внутренний продукт на 2003 год составляет 229 123 766,00 реалов (данные: Бразильский институт географии и статистики).
- Валовой внутренний продукт на душу населения на 2003 год составляет 7450,70 реалов (данные: Бразильский институт географии и статистики).
- Индекс развития человеческого потенциала на 2000 год составляет 0,815 (данные: Программа развития ООН).

## География
Климат местности: тропический. В соответствии с классификацией Кёппена, климат относится к категории Cwb.